# Eriosyce caligophila
Eriosyce caligophila là một loài thực vật có hoa trong họ Cactaceae. Loài này được R.Pinto mô tả khoa học đầu tiên năm 2005.